# La Coma (Sapeira)
La Coma és una coma allargassada del terme municipal de Tremp, del Pallars Jussà, dins de l'antic terme de Sapeira.
Està situada al nord-oest i molt a prop del poble de Sapeira, al vessant septentrional de la serra on es troba aquest poble. És a ponent de les Nixoles, a l'esquerra del barranc de Llepós.